# Artocarpus gomezianus
Artocarpus gomezianus là một loài thực vật có hoa trong họ Moraceae. Loài này được Wall. ex Trécul mô tả khoa học đầu tiên năm 1847.

## Hình ảnh

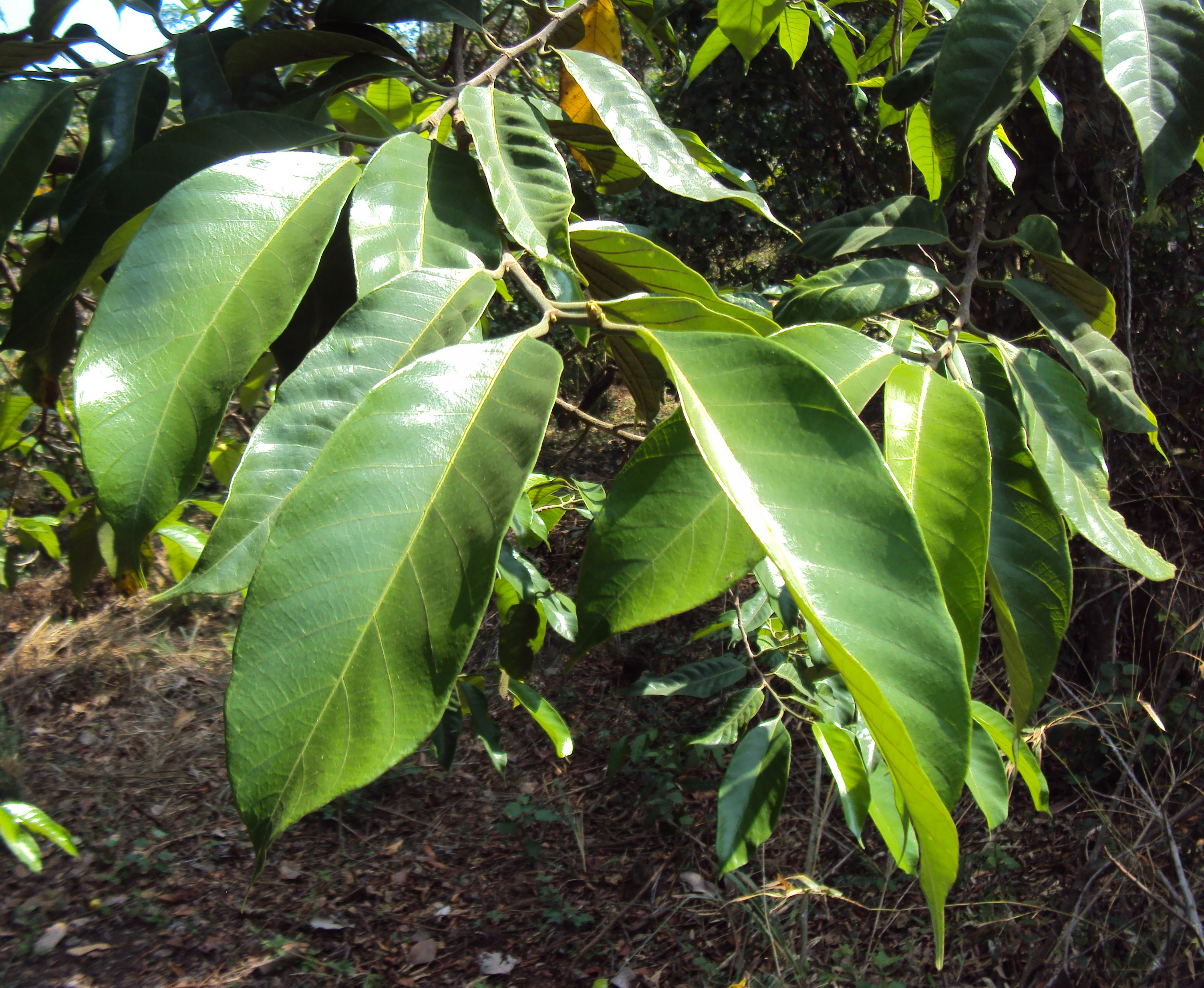
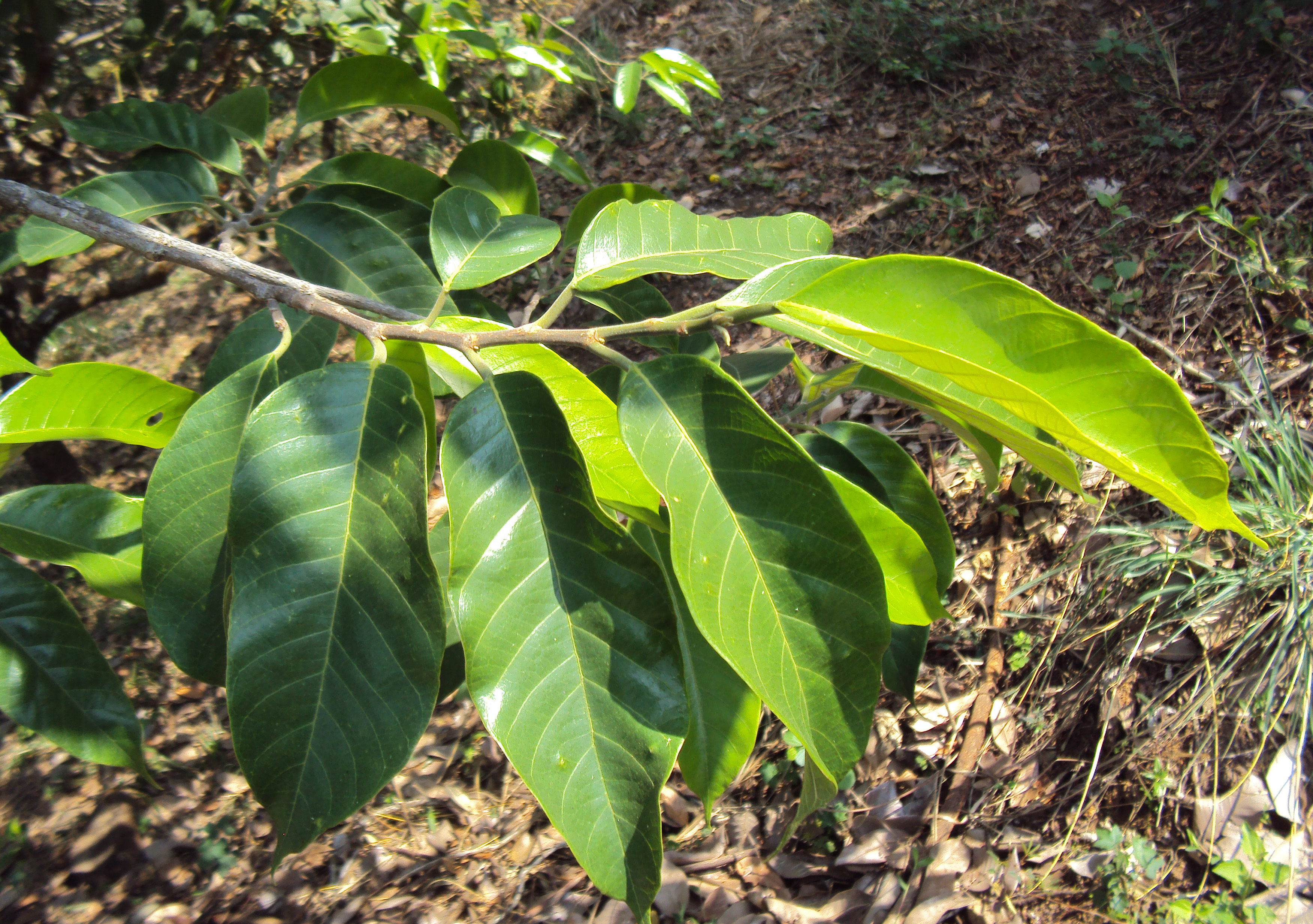
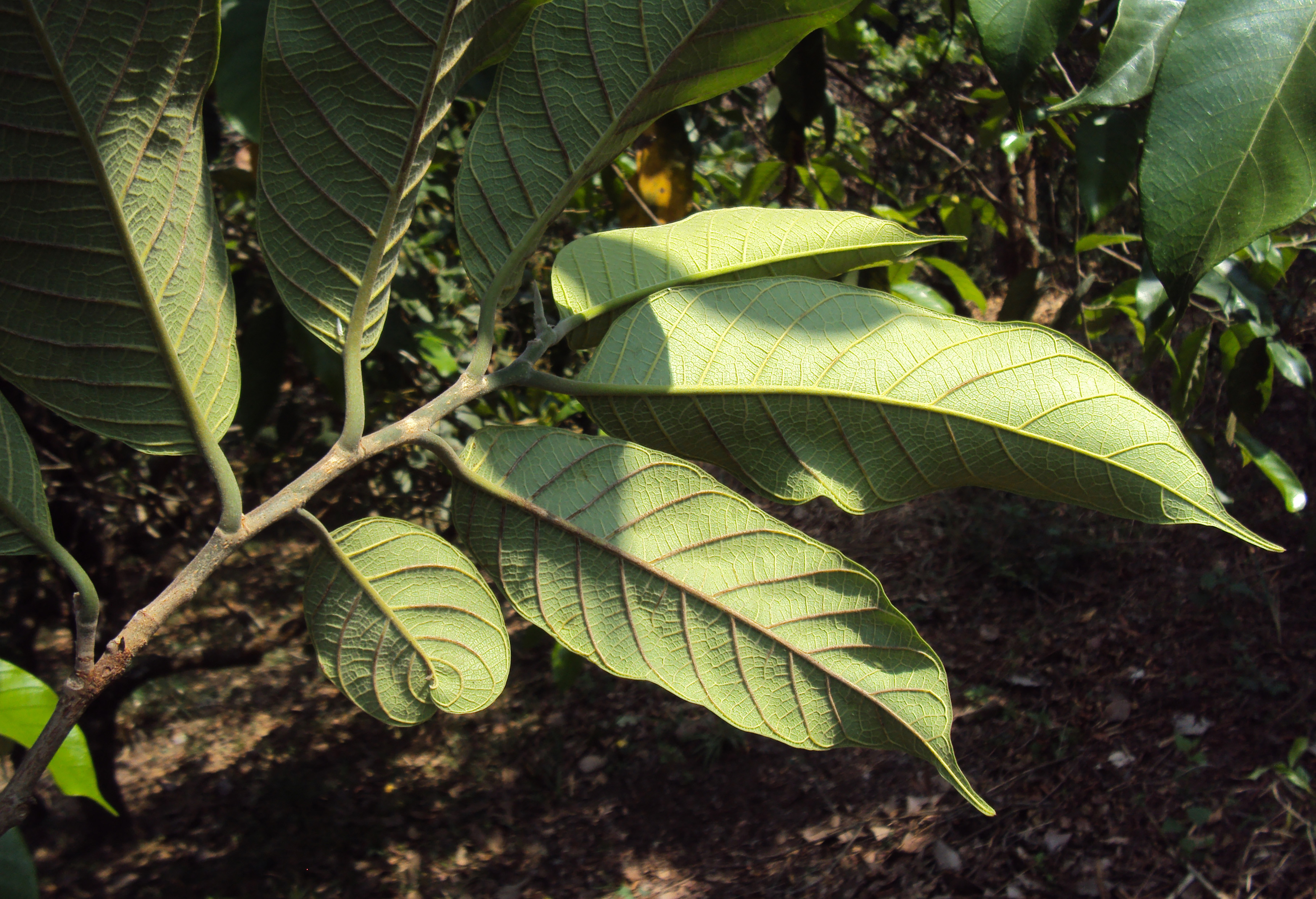
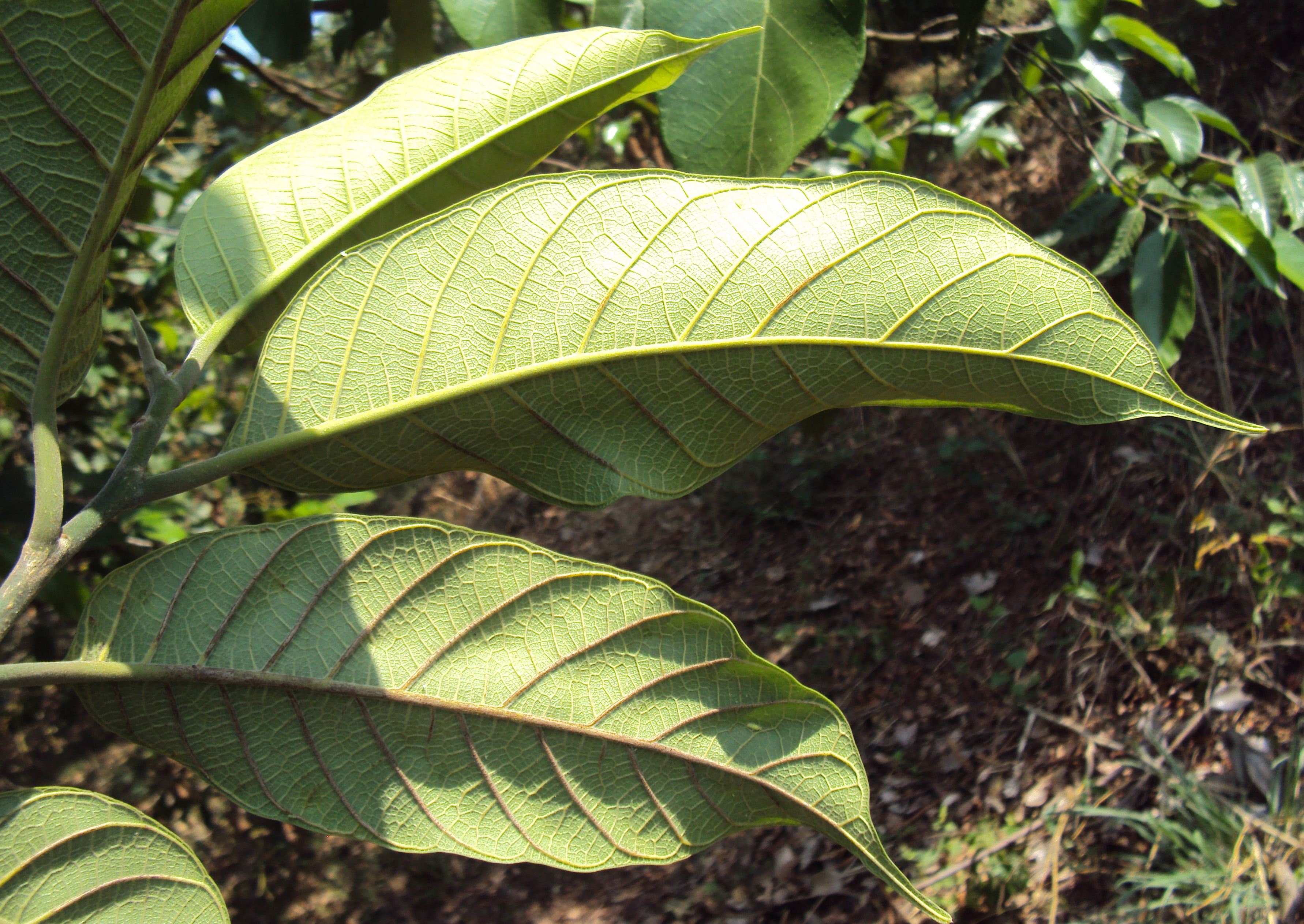